# 폴리아닐린

그림 1. 주 폴리아닐린 구조, n+m = 1, x = 고분자화 정도

폴리아닐린 (PANI) 은 반 유연한 막대 폴리머의 도전하는 폴리머이다. 비록 그것이 150년 전에 개발되었지만 단지 근래에 폴리아닐린이 과학 커뮤니티에 주목을 받았는데 그 전기 전도성의 발견 때문이었다. 도전 폴리머들 중에서 폴리아닐린은 유일하게 합성이 쉽고 환경에 안전성이 있으며 간단히 도핑된다.
비록 합성 방법이 단순하지만 폴리머 메카니즘과 산화 화학의 본질은 매우 복잡하다. 그 풍부한 화학특성 때문에 폴리 아닐린은 지난 20년간의 가장 많이 연구되었다.